# 拉德芳斯站 (巴黎地铁)
拉德芳斯站（法語：La Défense）是法国巴黎地铁1号线的西端终点站，位于上塞纳省皮托，于1992年4月1日随1号线向拉德芳斯延伸而启用。站名来自其所在地拉德芳斯商业区。

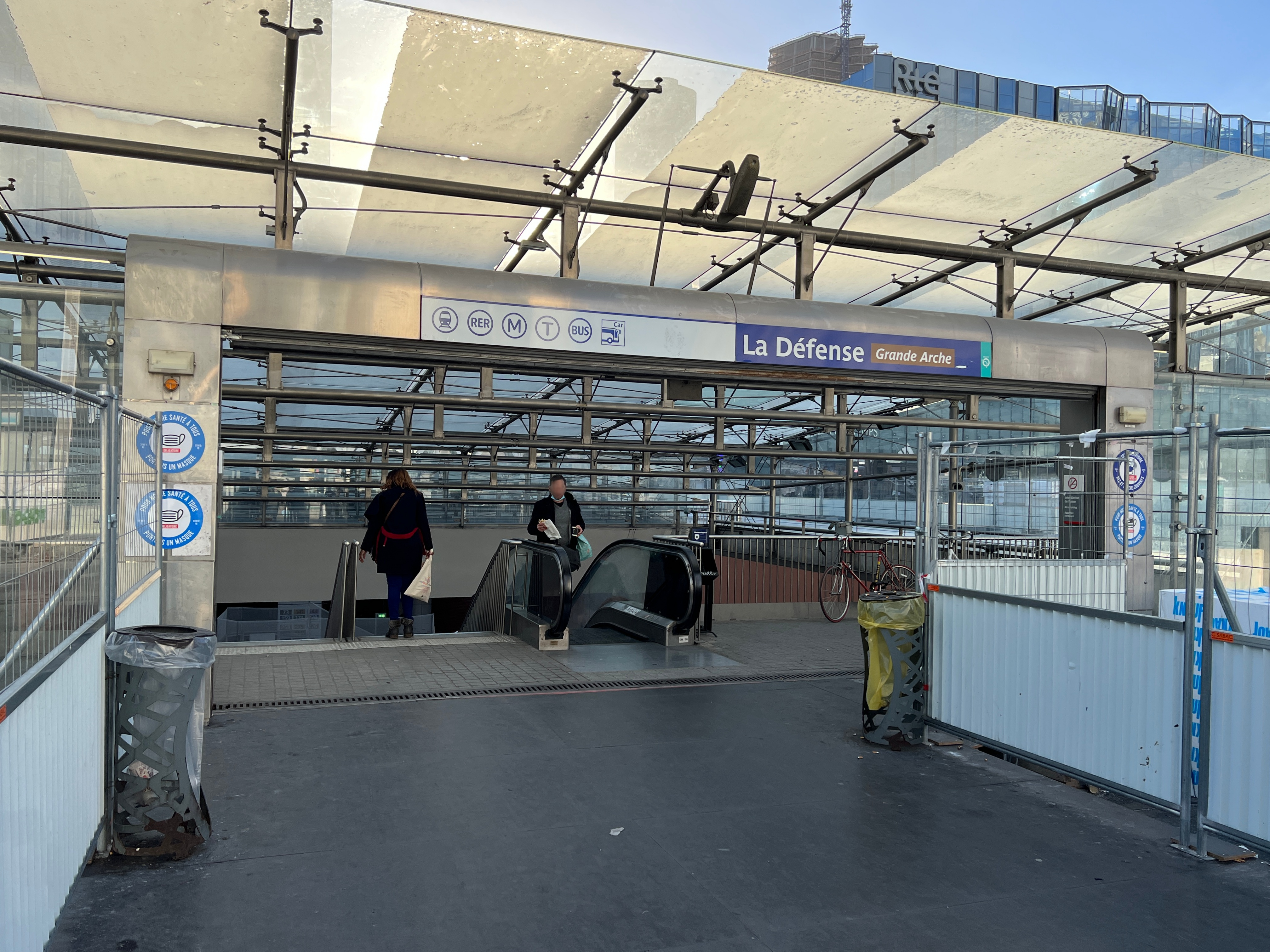
另一處入口（2022年1月）

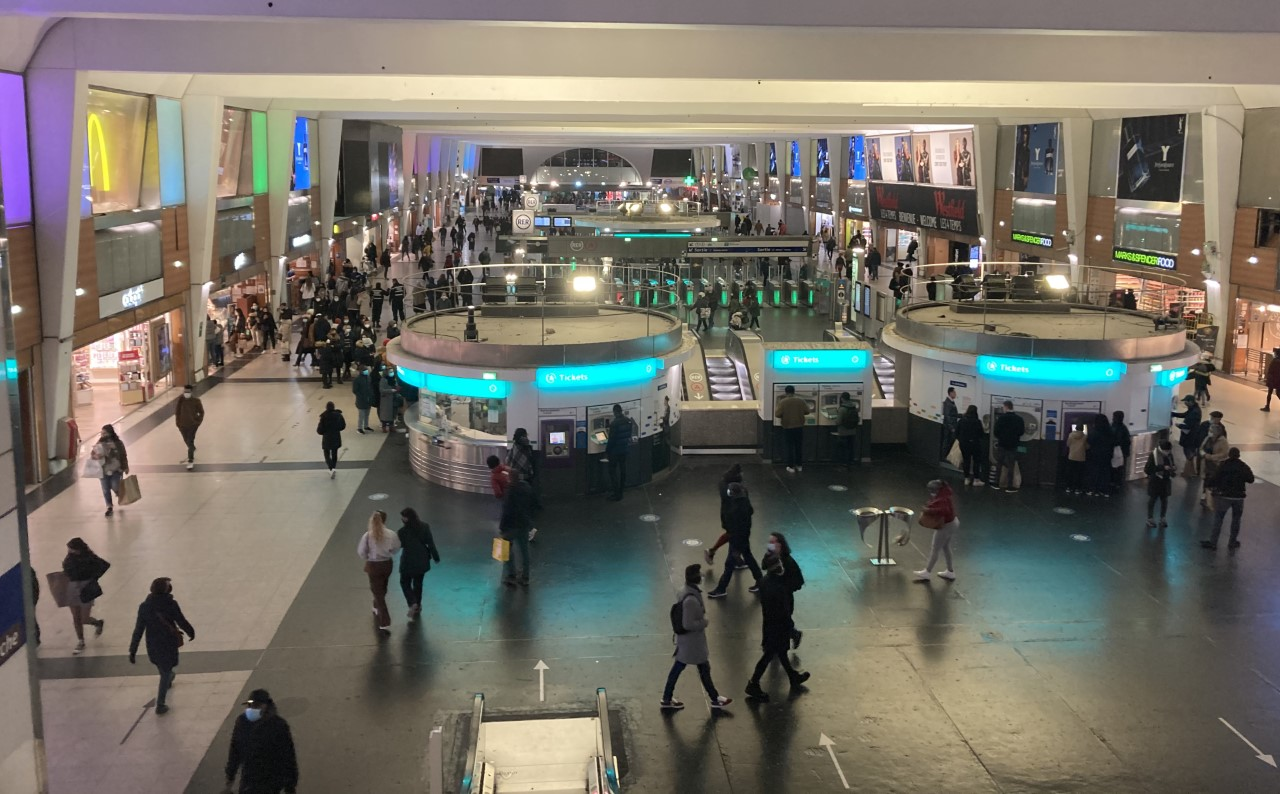
車站大廳 （2021年12月）

## 车站結構
| G         | 街道                             | 出入口                          |
| M         | 夾層                             | 往出入口 RER/Transilien轉乘通道 |
| 1號線月台 | 1號月台                          | 總站月台                        |
| 1號線月台 | 設有月台幕門的側式月台，左側開門 |                                 |
| 1號線月台 | 設有月台幕門的側式月台，左側開門 |                                 |
| 1號線月台 | 2號月台                          | 往文森城堡（拉德芳斯廣場）      |

- 備註：這兩個側式月台距離較遠，不是一個島式月台。

车站座落在拉德芳斯新凯旋门的地底，设有1个岛式月台。列车在北面月台落客后，驶入月台西面的调头区调头返回，然后在南面月台载客离开。
1号线西延至拉德芳斯的想法始于1970年代，当时拉德芳斯公共建设管理局（EPAD）曾提出计划在此修建名为“爱丽舍-拉德芳斯”的地铁站，并修建了地下混凝土结构，但1992年1号线延长后线路改变，最终选用现案，原爱丽舍站遂废弃。

## 出入口
- A: 新凯旋门
- B: 圆顶
- C: 四时商业中心
- D: 新兴工业及技术中心
- E: 广场前地
- F: 卡尔德-米罗
- G: 穹顶

## 地面建筑
- 拉德芳斯区新凯旋门
- 海洋生态、能源及可持续发展部（法语：Ministère de l'Écologie, de l'Énergie, du Développement durable et de la Mer）
- 新兴工业及技术中心（法语：Centre des nouvelles industries et technologies）
- 拉德芳斯商业区
- 四时商业中心（法语：Les Quatre Temps）